# Sparta in het seizoen 1961/62
Het seizoen 1961/1962 was het achtste jaar in het bestaan van de Rotterdamse betaaldvoetbalclub Sparta. De club kwam uit in de Eredivisie en eindigde daarin op de negende plaats. Tevens deed de club mee aan het toernooi om de KNVB Beker, deze werd gewonnen door in de finale DHC, na verlenging, met 1–0 te verslaan.

## Wedstrijdstatistieken

### Eredivisie
|       | ADO   | Ajax  | Blauw-Wit | DOS   | DWS/A | Sportclub Enschede | Feijenoord | Fortuna '54 | GVAV  | MVV   | NAC   | PSV   | Rapid JC | Volendam | De Volewijckers | VVV   | Willem II |
| ----- | ----- | ----- | --------- | ----- | ----- | ------------------ | ---------- | ----------- | ----- | ----- | ----- | ----- | -------- | -------- | --------------- | ----- | --------- |
| Thuis | 2 – 2 | 4 – 0 | 0 – 0     | 0 – 0 | 2 – 0 | 0 – 2              | 1 – 3      | 3 – 1       | 3 – 1 | 1 – 0 | 3 – 3 | 0 – 5 | 3 – 0    | 4 – 2    | 2 – 2           | 2 – 0 | 4 – 2     |
| Uit   | 1 – 0 | 3 – 0 | 3 – 0     | 3 – 2 | 0 – 0 | 0 – 0              | 3 – 0      | 1 – 0       | 0 – 3 | 1 – 1 | 3 – 2 | 4 – 0 | 0 – 2    | 1 – 0    | 3 – 0           | 1 – 1 | 0 – 1     |

### KNVB Beker
| 3e ronde                                         | Sparta                                                                           | 1 – 0 (0 – 0)                      | Excelsior                          |
| 28 april 1962 Plaats: Rotterdam Woudestein       | Hans de Koning 88'                                                               |                                    |                                    |
| 4e ronde                                         | Sparta                                                                           | 4 – 2 (4 – 2)                      | Volendam                           |
| 31 mei 1962 Plaats: Rotterdam Julianaweg         | Tonny van Ede 3' Tinus Bosselaar 36' (pen.) Piet van Miert 32', 37'              |                                    | 14' Harmen Veerman 18' Johan Pelk  |
| Kwartfinale                                      | Sparta                                                                           | 3 – 2 (1 – 0, 2 – 2) Na verlenging | 't Gooi                            |
| 11 juni 1962 Plaats: Rotterdam Het Kasteel       | Piet de Vries 4' Cor Adelaar 88', 114'                                           |                                    | 59' Jan Karhof 85' Nico Engelander |
| Halve finale                                     | Sparta                                                                           | 7 – 1 (0 – 0)                      | Wageningen                         |
| 16 juni 1962 Plaats: Nijmegen De Wageningse Berg | Piet de Vries 49', 90' Tonny van Ede 56', 65', –' Cor Adelaar 59' Piet van Miert |                                    | 86' Chris Geutjes                  |
| Finale                                           | Sparta                                                                           | 1 – 0 Na verlenging                | DHC                                |
| 20 juni 1962 Plaats: Rotterdam Het Kasteel       | Piet van Miert 94'                                                               |                                    |                                    |

### International Football Cup
| Groepsfase                                        | FC Basel                                                                                     | 0 – 4 (0 – 1)    | Sparta                                                                     |
| 18 juni 1961 Plaats: Bazel St. Jakob Stadion      |                                                                                              | Wedstrijdverslag | 40' Piet van Miert 60' Piet de Vries 78' Tonny van Ede 88' Tinus Bosselaar |
| Groepsfase                                        | Sparta                                                                                       | 4 – 1 (3 – 1)    | SC Tasmania 1900 Berlin                                                    |
| 25 juni 1961 Plaats: Rotterdam Het Kasteel        | Piet van Miert 30' Henk Janssen 32' Tonny van Ede 36' Cees Doesburg 75'                      | Wedstrijdverslag | 43' Helmut Fiebach                                                         |
| Groepsfase                                        | Sparta                                                                                       | 4 – 3 (1 – 3)    | IF Elfsborg                                                                |
| 2 juli 1961 Plaats: Rotterdam Het Kasteel         | Tinus Bosselaar 16', 65', 89' Henk Janssen 58'                                               | Wedstrijdverslag | 30' Henry Larsson 34' Leif Pettersson 45' Wigar Bartholdson                |
| Groepsfase                                        | IF Elfsborg                                                                                  | 2 – 5 (0 – 4)    | Sparta                                                                     |
| 9 juli 1961 Plaats: Borås Ryavallen               | Wigar Bartholdson 55' Henry Larsson 58' (pen.)                                               | Wedstrijdverslag | 17', 21' Henk Janssen 30', 38', 51' Piet van Miert                         |
| Groepsfase                                        | SC Tasmania 1900 Berlin                                                                      | 4 – 1 (4 – 1)    | Sparta                                                                     |
| 16 juli 1961 Plaats: Berlijn Sportplatz Neukölln  | Peter Engler 3' Friedrich Schlichting 14', 41' Wolfgang Neumann 18'                          | Wedstrijdverslag | 28' Piet de Vries                                                          |
| Groepsfase                                        | Sparta                                                                                       | 5 – 2 (2 – 2)    | FC Basel                                                                   |
| 23 juli 1961 Plaats: Rotterdam Het Kasteel        | Willem van Buuren 3' Piet de Vries 19' Ad Verhoeven 49' Tinus Bosselaar 58' Henk Janssen 73' | Wedstrijdverslag | 2' (pen.) Josef Hügi 31' René Burri                                        |
| Kwartfinale                                       | TJ Slovan ChZJD Bratislava                                                                   | 6 – 1 (3 – 0)    | Sparta                                                                     |
| 14 september 1961 Plaats: Bratislava Tehelné pole | Anton Moravčík 19', 75' Milan Balážik 35', 71' Pavol Molnár 37' Ján Popluhár 69'             | Wedstrijdverslag | 47' Joop Daniëls                                                           |

## Statistieken Sparta 1961/1962

### Eindstand Sparta in de Nederlandse Eredivisie 1961 / 1962
| Stand | Gespeeld | Gewonnen | Gelijk | Verloren | Punten | Doelpunten voor | Doelpunten tegen |
| ----- | -------- | -------- | ------ | -------- | ------ | --------------- | ---------------- |
| 9e    | 34       | 12       | 9      | 13       | 33     | 46              | 50               |

### Topscorers
| #      | Naam              | Goal |
| ------ | ----------------- | ---- |
| 1.     | Piet van Miert    | 13   |
| 2.     | Henk Janssen      | 8    |
| 3.     | Tonny van Ede     | 7    |
| 4.     | Tinus Bosselaar   | 5    |
| 5.     | Jan Allart        | 4    |
| 6.     | Eddy van de Graaf | 3    |
| 7.     | Piet de Vries     | 2    |
| 8.     | Cor Adelaar       | 1    |
| 8.     | Joop Daniëls      | 1    |
| 8.     | Hans de Koning    | 1    |
| 8.     | Ad Verhoeven      | 1    |
| Totaal | Totaal            | 46   |

| #      | Naam            | Goal |
| ------ | --------------- | ---- |
| 1.     | Tonny van Ede   | 4    |
| 1.     | Piet van Miert  | 4    |
| 3.     | Cor Adelaar     | 3    |
| 3.     | Piet de Vries   | 3    |
| 5.     | Tinus Bosselaar | 1    |
| 5.     | Hans de Koning  | 1    |
| Totaal | Totaal          | 16   |

| #      | Naam              | Goal |
| ------ | ----------------- | ---- |
| 1.     | Tinus Bosselaar   | 5    |
| 1.     | Henk Janssen      | 5    |
| 1.     | Piet van Miert    | 5    |
| 4.     | Piet de Vries     | 3    |
| 5.     | Tonny van Ede     | 2    |
| 6.     | Willem van Buuren | 1    |
| 6.     | Joop Daniëls      | 1    |
| 6.     | Cees Doesburg     | 1    |
| 6.     | Ad Verhoeven      | 1    |
| Totaal | Totaal            | 24   |

## Voetnoten
ADO ·
Ajax ·
Blauw-Wit ·
DOS ·
DWS/A ·
Sportclub Enschede ·
Feijenoord ·
Fortuna '54 ·
GVAV ·
MVV ·
NAC ·
PSV ·
Rapid JC ·
Sparta ·
Volendam ·
De Volewijckers ·
VVV ·
Willem II